# Шидловський Ігор Віталійович
Шидловський Ігор Віталійович (нар. 8 жовтня 1971) — український орнітолог та музеолог.

## Життєпис
Народився 8 жовтня 1971 у м. Любомль (Волинська область).
Протягом 1986—1990 рр. навчався у Шацькому лісовому технікумі за спеціальністю «лісове господарство» і спеціалізацією «мисливствознавство».
Протягом 1992—1997 рр. навчався на біологічному факультеті Львівського національного університету імені Івана Франка
Ігор Шидловський — директор Зоологічного музею імені Бенедикта Дибовського Львівського національного університету імені Івана Франка.
У 2005 році захистив канидатську дисертацію на тему: «Чайка (Vanellus vanellus L.) на заході України: біологія, динаміка чисельності, біотопічний розподіл»: за спеціальністю 03.00.08 — зоологія.
З січня 2014 року — доцент кафедри зоології Львівського національного університету.

## Наукова діяльність
Автор монографії «Історія музейної справи та зоологічних музеїв університетів України» (2012) та низки спеціальних видань (переважно каталогів) у галузі музеології.
Окрім орнітологічних досліджень (міграція птахів, зоогеографія тощо), відомий також дослідженнями зоологічних раритетів та персональних колекцій відомих науковців, у тому числі проф. В. І. Здуна (молюски), Е.-Ф. Гермара (комахи), Бенедикта Дибовського тощо.

## Найвідоміші праці
- Каталог рідкісних та червонокнижних видів тварин колекцій зоологічного музею / Укладачі: Й. В. Царик, І. В. Шидловський, О. В. Головачов, Т. І. Лисачук, Х. Й. Романова, Т. М. Паславська, Г. З. Єдинак, Р. С. Павлюк, М. Н. Вознюк. — Львів: ЛНУ ім. І.Франка, 2000. — 48 с.
- Каталог яєць та гнізд птахів Зоологічного музею ім. Бенедикта Дибовського / Укладачі: Шидловський І. В., Головачов О. В., Лисачук Т. І., Романова Х. Й. — Львів: Видавничий центр ЛНУ ім. І.Франка, 2001. — 67 с.
- Рівнокрилі комахи (Homoptera) з колекції Е.-Ф. Гермара у фондах Зоологічного музею ЛНУ ім. І. Франка (каталог) [Архівовано 15 вересня 2011 у Wayback Machine.] / Укладачі: Шидловський І. В., Головачов О. В. — Львів: Видавничий центр ЛНУ ім. І. Франка, 2005. — 87 с.
- Каталог колекції прісноводних молюсків проф. В. І. Здуна у фондах Зоологічного музею ЛНУ ім. І. Франка[недоступне посилання] / Укладачі: Шидловський І. В., Гураль Р. І ., Романова Х. Й. — Львів: Видавничий центр ЛНУ ім. І. Франка, 2008. — 58 с.
- Каталог колекцій ссавців Зоологічного музею Львівського національного університету імені Івана Франка[недоступне посилання] / Укладачі: Затушевський А. Т., Шидловський І. В., Закала О. С., Дикий І. В., Головачов О. В., Сеник М. А., Романова Х. Й. — Львів: Видавничий центр ЛНУ ім. І. Франка, 2010. — 442 с.

- Шидловський І. В. Історія музейної справи та зоологічних музеїв університетів України [Архівовано 2 лютого 2014 у Wayback Machine.] / За ред. Й. В. Царика. — Львів: ЛНУ ім. Івана Франка, 2012. — 112 с. — ISBN 978-966-613-940-8.